# Nicolás Fregues
Nicolás Fregues (Buenos Aires, ¿? - ibídem, 21 de julio de 1958) fue un actor y galán argentino de radio, teatro y cine de dilatada trayectoria.

## Carrera profesional
Nacido en Buenos Aires, Fregues vivió gran parte de su vida por las calles Sarandí e Independencia, donde desde muy chico se dedicó a amoldarse en el mundo de la actuación.
En cine debuta en 1938 con el filme Pampa y cielo dirigido por Raúl Gurruchaga.
En 1945 fue dirigido por primera vez por Carlos Hugo Christensen en El canto del cisne y en los años siguientes hizo varios filmes con el mismo director, incluyendo importantes películas como La muerte camina en la lluvia, No abras nunca esa puerta  y Armiño negro.
En 1954 cumplió el importante papel de Plesner, el dueño de la fábrica, en Días de odio  dirigido por Leopoldo Torre Nilsson.
Se lució notablemente junto a estrellas de la época dorada del momento como Hugo del Carril, Mecha Ortiz, Aníbal Troilo, Santiago Gómez Cou, Olga Zubarry, Roberto Escalada, Carlos Thompson, Beba Bidart, Sabina Olmos, Fina Basser, Olinda Bozán y Susana Campos.

## Teatro
En 1919 trabaja en la obra El caballero de bastos, estrenada en el Teatro Nuevo, junto con Esperanza Palomero, Olinda Bozán, Teresita Zazá y los actores César Ratti y Leopoldo Simari.
En 1927 integró la compañía teatral que actuaba en el Teatro Cómico encabezada por Luis Arata, con la cual el 26 de abril de 1928 estrenaron la obra Stefano de Armando Discépolo. También en 1927 presentó con su compañía diferentes obras como
- Aquella mujer era así, de Guillermo Bianchi.
- El atajacamino, de Juan Carlos Dávalos y Ramón Serrano.
- El placer de ser honrado, de Luigi Pirandello.
- La mayor fuerza, de Carlos Ruiz Bates.[3]

En 1929 hace un drama en tres actos titulado Levántate y anda, con Enrique Santos Discépolo, Rosa Catá, Ilde Pirovano y Ángel Magaña.
En 1938 logró una de las mejores interpretaciones en teatro junto con la primera actriz Camila Quiroga, en la obra El germen disperso.
También hizo la obra Hipocampo junto a Nelly Panizza, que fue presentada en televisión.
En 1942 estrena la obra De uno o de ninguno, junto con Sebastián Chiola, Leonor Lima, Nedda Francy, Pablo Acchiardi, Marga de los Llanos y Ángel Reyes, entre otros.
En 1955 dirige y actúa en la comedia Sabotaje en el infierno o Ese amor terreno, compartiendo cartel con Irma Córdoba y Osvaldo Miranda.
Formando una compañía con Camila Quiroga y Salvador Rosich, presenta en el Teatro Victoria de Valparaíso, Chile, La Senda del Mal. Hizo Las rayas de la cruz, con Francisco Petrone, Amelia Bence y Arturo García Buhr.
Además fue autor de la obra teatral La ofrenda de la mañana.

## Radio
En radio trabajó en Las dos carátulas, el programa radiofónico de prolongada permanencia en el éter, ganador de varios premios. También estuvo en Radio Belgrano en 1942 bajo la dirección de Luis César Amadori.

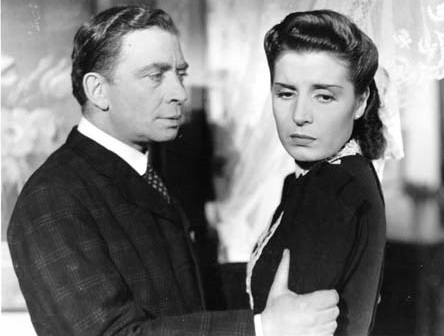
Con Sabina Olmos en Boina Blanca.

## Televisión
- 1956: Teatro de la noche.

## Filmografía
- Vida nocturna  (1955) dir. Leo Fleider … Rafael
- En carne viva (1955) dir. Enrique Cahen Salaberry…Profesor Antúnez
- Su seguro servidor (1954) dir. Edgardo Togni
- Días de odio  (1954) dir. Leopoldo Torre Nilsson … Plesner
- La mujer de las camelias (1954) dir. Ernesto Arancibia
- Armiño negro (1953) dir. Carlos Hugo Christensen
- Un ángel sin pudor (1953) dir. Carlos Hugo Christensen
- No abras nunca esa puerta  (1952) dir. Carlos Hugo Christensen... Prestamista (episodio Alguien al teléfono)
- La muerte camina en la lluvia (1948) dir. Carlos Hugo Christensen … Dr. Robledo
- Los pulpos  (1948) dir. Carlos Hugo Christensen
- El canto del cisne  (1945) dir. Carlos Hugo Christensen … Leopoldo Jordán
- Todo un hombre (1943) dir. Pierre Chenal
- Safo, historia de una pasión  (1943) dir. Carlos Hugo Christensen …Dr. Benavídez
- La novia de los forasteros  (1942) dir. Antonio Ber Ciani
- Ceniza al viento  (1942) dir. Luis Saslavsky
- Una luz en la ventana (1942) dir, Manuel Romero …Dr. Roberts
- Boina blanca (1941) dir. Luis José Moglia Barth
- Mandinga en la sierra  (1939) dir. Isidoro Navarro
- Pampa y cielo  (1938) dir. Raúl Gurruchaga

## Otras actividades
En 1936 se desempeñó como presidente de la Comisión nacional de cultura. También fue presidente de la Asociación Argentina de Actores.
En 1946 integra la lista de La Agrupación de Actores Democráticos, durante el gobierno de Juan Domingo Perón, y cuya junta directiva estaba integrada por Pablo Racioppi, Lydia Lamaison, Pascual Nacaratti, Alberto Barcel y Domingo Mania.